# Washington Auto-Vehicle Company
Washington Auto-Vehicle Company war ein US-amerikanischer Hersteller von Automobilen. Es gibt auch die Schreibweise Washington Auto Vehicle Company ohne Bindestrich.

## Unternehmensgeschichte
Das Unternehmen wurde 1901 in Washington, D.C. gegründet. Eine Quelle nennt T. Janney Brown, J. B. Chamberlain und J. Sprigg Beale als wichtige Personen. Ein Zeitungsbericht vom 27. September 1901 gibt dagegen T. Janney Brown, O. T. Crosby, J. B. Chamberlain, Thos. C. Noyes, J. Sprigg Poole, Wm. H. Ronsaville und James Virdin als Direktoren sowie T. Janney Brown als Schatzmeister an. Im gleichen Jahr begann die Produktion von Automobilen. Der Markenname lautete Washington. Geplant waren Personenkraftwagen und Nutzfahrzeuge. Noch 1901 endete die Produktion.
Es gab keine Verbindung zur Washington Motor Company, die ein paar Jahre später den gleichen Markennamen verwendete.

## Fahrzeuge
Alle Fahrzeuge hatten einen Ottomotor. Die Neupreise begannen bei 350 US-Dollar.